# Walram II. (Arlon)
Walram II. (1052–1070 bezeugt; † vor 1082) war Graf von Arlon. Er war der Sohn von Graf Walram I. von Arlon und der Adela von Lothringen, der Tochter von Dietrich I., Herzog von Lothringen.
Die in der Forschung lange vorherrschende Verwechslung und Vermischung Walrams II. mit dem Grafen von Limburg Udo wurde durch die Arbeiten Kuppers 2007 und Hlawitschkas 2012 korrigiert. Die Bezeichnung Walrams II. als Erbauer der Burg Limburg (in Limbourg, um 1064) durch Grote ist daher falsch.

## Zur Familie Walrams
Die ersten Generationen des Hauses Limburg-Arlon sind nicht, wie in der Literatur lange Zeit fälschlicherweise angegeben, die Folge Walram I. – Walram II. – Heinrich I. Die ältere Forschung vermischte fälschlicherweise die beiden Grafen Walram II. von Arlon und Udo von Limburg zu einer einzigen Person Walram-Udo.
Die Arbeiten von Kuppers und Hlawitschkas zeigen, dass Walram II. von Arlon nicht erster Graf von Limburg war, er nicht mit Judith/Jutta von Niederlothringen der Tochter von Herzog Friedrich II. von Niederlothringen aus dem Haus der Wigeriche und Erbin von Limburg verheiratet war (sondern Graf Udo von Limburg) und er nicht Vater des Grafen Heinrich I. von Limburg war.
Der Name und die Familie der Frau Walrams sind der Forschung nicht bekannt. Eine namentlich unbekannte Tochter von Walram II. von Arlon (Kuppers vermutet Adélaide) ehelichte den Grafen Heinrich I. von Limburg. Die Zusammenführung der Grafschaften Arlon und Limburg erfolgte daher über Heinrich I., der als Sohn Udos von Limburg in erster Ehe die Erbtochter Walrams II. von Arlon heiratete. Diese ist Mutter von Walram III. Paganus von Limburg, der das Haus Limburg fortsetzte.

## Nachkommen
Es ist nur eine Tochter Walrams II. bezeugt:
- Adelheid(?) von Arlon, Mutter Heinrichs I., † 1119, Graf von Limburg, von 1101 bis 1106 Herzog von Niederlothringen[6]